# شون ويرتز
شون ويرتز هو متزلج فني كندي، ولد في 31 أكتوبر 1979 في ماراثون ‏ في كندا.

## وصلات خارجية
- شون ويرتز على موقع الاتحاد الدولي للتزلج (الإنجليزية)
- شون ويرتز على موقع الاتحاد الدولي للتزلج (الإنجليزية)